# 長春環状高速道路
長春環状高速道路（ちょうしゅんかんじょうこうそくどうろ、中国語: 长春绕城高速公路）は中国東北部の吉林省の省都・長春市の近郊を回る高速環状道路である。全長88キロメートルで、長春五環路とも呼ばれる。国家道路番号はG2501で、G25長深高速道路（長深高速公路、長春 - 天津 - 南京 - 広東省深圳）の支線扱いである。

## 建設
この環状高速道路の東部の47.89キロメートル (km) は京哈高速道路の一部。残りの41.9 kmだけは長春市の投資で、総投資額は12.6億元で、2002年9月7日に竣工した。

## 接続
長春環状高速道路は撫長高速道路、琿烏高速道路、京哈高速道路、G302国道などの主要道路に接続している。

## 参照項目
- 中国の高速道路